# S-3 바이킹

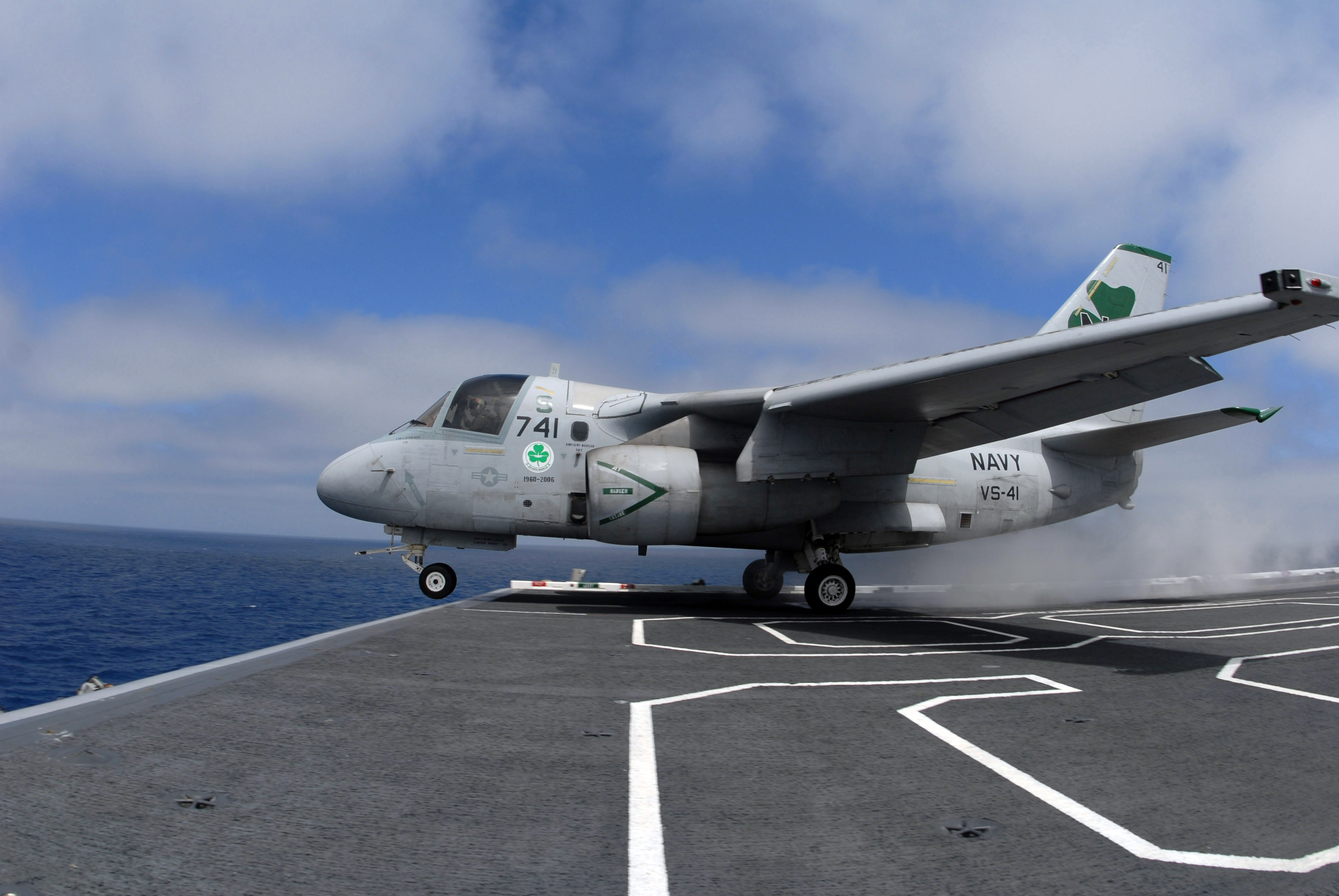
항공모함 니미츠급 항공모함(CVN-68)에서 이륙중인 S-3

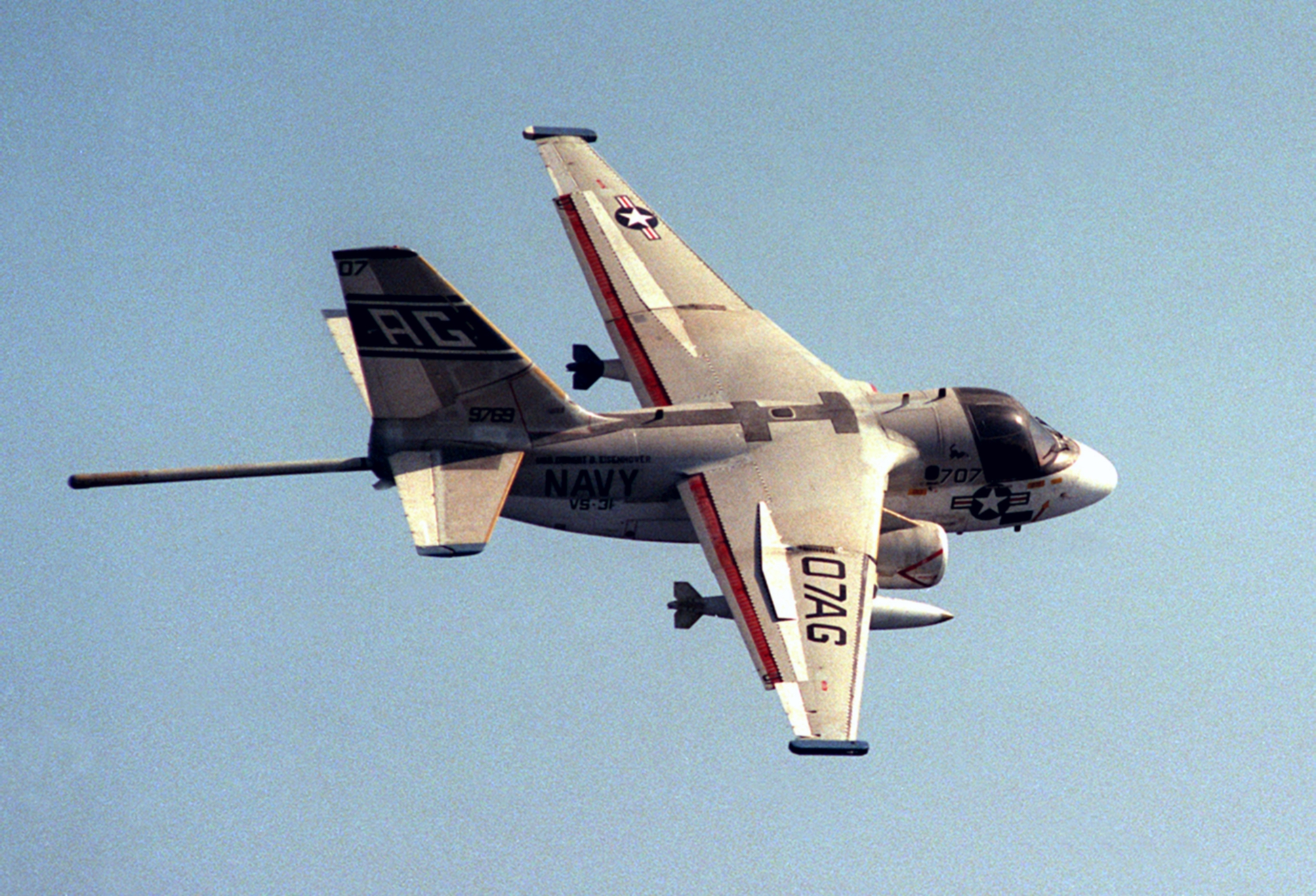
MAD 센서를 늘여 뜨린 S-3

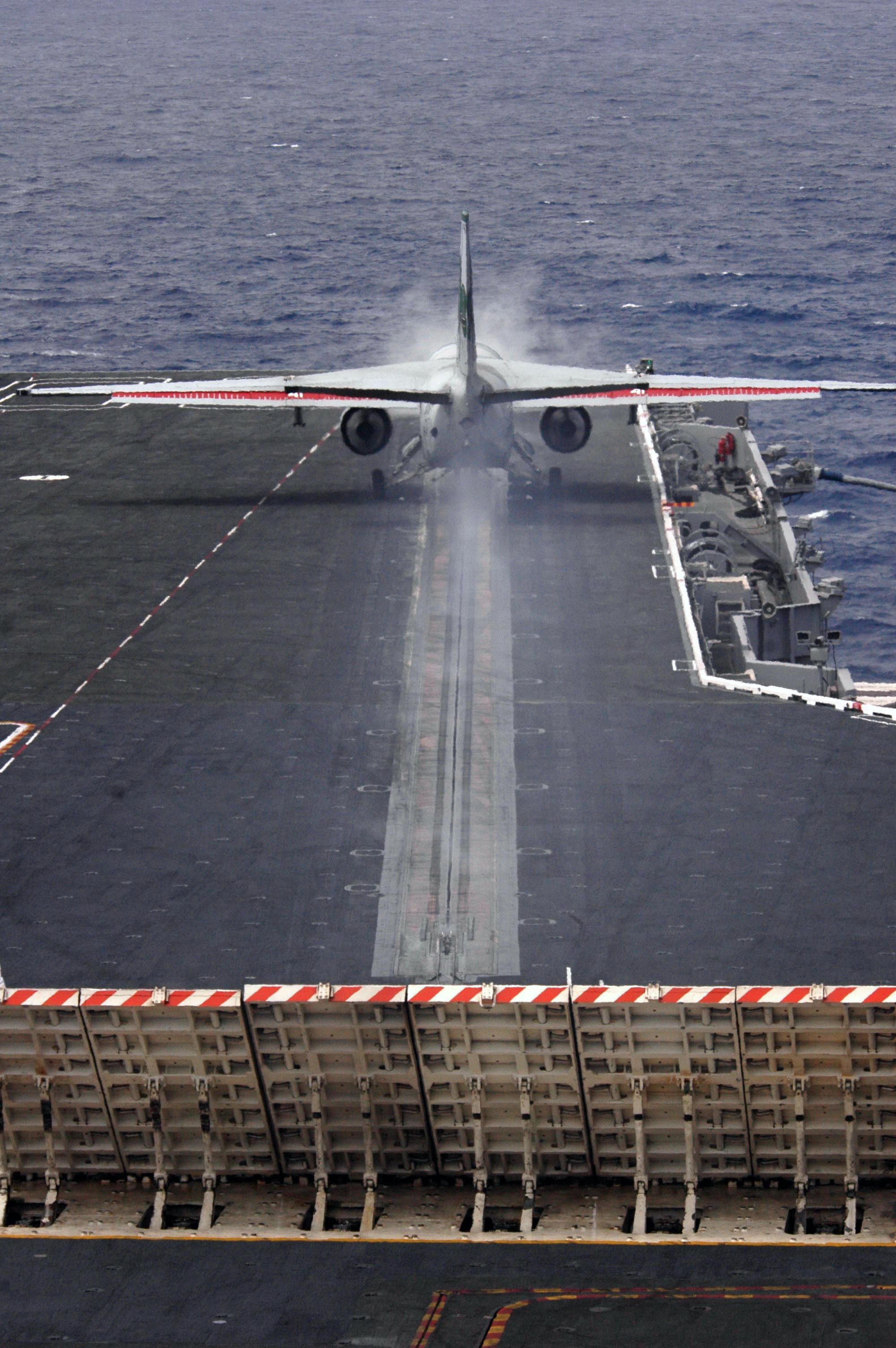
항공모함 니미츠호(CVN-68)의 캐터펄트에서 이륙중인 S-3

S-3 바이킹(S-3 Viking)은 미 해군에서 대잠수함전용으로 사용되었던 4인승 쌍발 엔진 터보팬 추진 제트기이다. S-2 트래커의 뒤를 잇는 비행기로, 록히드 마틴사와 LTV사의 기술협력으로 개발한 세계 최초의 항공모함 탑재용 제트엔진 대잠기이다.
1990년대 후반, S-3 바이킹의 주요 임무는 수상전과 공중 급유였다. S-3 바이킹은 또한 항공모함의 앞에 전자전과 지상 정찰이 가능하도록 만들었다. 아음속, 전천후, 다용도, 원거리의 함상기로, 자동화된 무기 체계를 탑재하고 있으며, 공중 급유로 연료를 보충할 수 있다. S-3 바이킹의 엔진이 진공 청소기와 비슷한 소리를 내어 진공 청소기 브랜드의 명칭을 딴 '후버' (Hoover)라는 별명이 붙었다.
2009년 1월 미 해군은 S-3 바이킹을 최전선 함대 임무에서 퇴역시키고, 그 역할은 P-3 오라이온, SH-60 시호크, 보잉 F/A-18E/F 슈퍼 호넷과 같은 다른 함재기들로 대체했다. 현재는 캘리포니아 주의 벤투라 카운티 해군기지/포인트 무구 해군항공기지의 VX-30 비행 중대에서 정리와 정찰에 사용되고 있으며, 미항공우주국 글렌 연구 센터에서도 운용되고 있다.
S-3 바이킹은 미 해군이 다양한 용도로 활용했던 대잠초계기이며 냉전시대의 상징과도 같은 존재다. 2003년 5월 1일에는 전투조종복 차림의 조지 W. 부시 미국 대통령이 태평양 해상에서 이라크에서의 전투임무를 완수하고 본국으로 귀환 중인 미 해군 항공모함 에이브러햄 링컨(CVN-72)함을 깜짝 방문하여 S-3B Viking(해군 스페셜 마킹 Navy 1, 기체명 VS-35)에 탑승해 주목받기도 했다.

## 개발 배경
미 해군의 강력한 항모기동전단은 그 임무 특성상 전 세계를 작전지역으로 정하고 있기 때문에 다양한 적의 위협에 대응할 수 있는 방어 능력이 요구됐고 사전 포착이 힘든 적 잠수함의 공격은 치명적인 위협으로 간주됐다. 때문에 새로운 대잠항공기는 빠른 속도로 해상을 기동하는 항모기동전단의 이동 속도에 보조를 맞추며 광대한 주변을 경계하고 적 잠수함에 대한 정확한 탐지 능력을 갖추고 있어야 했다.
S-2 트래커의 후계기로 개발이 낙점된 S-3 바이킹은 최초의 디지털 음향분석 시스템을 갖춘 대잠초계기로서 기뢰원을 탐지할 수 있는 레이다를 실은 특수 임무기로 항모 함재기 운용에 최적화된 짧은 동체와 속력과 저속 운행이 우수한 주익, 그리고 커다란 수평미익과 함께 넓은 동체 공간 확보를 위해 엔진은 주익 아래로 설계되어, 전폭 20.93m, 길이 16.24m, 높이 6.93m이다. 그리고 S-3 바이킹은 군용기의 상징과도 같은 날렵함과는 상당한 거리가 있는 민간 여객기 같은 동글동글한 외형을 갖게 됐다.

## 개발 과정
S-3 바이킹은 개발단계(YS-3)를 시행하지 않고 바로 양산형을 개발하여 개발 일정을 단축하였으며 1972년 1월 1호기가 첫 비행을 하고 1974년 2월부터 배치가 시작되어 1978년까지 모두 187대가 생산되어 14개 미 해군 대잠비행대(VS)에 배치되었다.

## 주요 특징
S-3 바이킹은 항모 운용에 적합하도록 최소한의 크기에 최대의 강도를 가지도록 설계'되었으며, 특히 '주익날개와 수직꼬리 날개는 격납 공간을 줄이기 위해 유압 폴딩이 가능하다.
주날개 하부로 엔진이 달리다보니 동체 위쪽에 주날개가 부착된 고익기며 꼬리 날개 부분 역시 전체가 금속으로 되어 있다.
S-3 바이킹의 엔진은 주익 양날개에 각 1기씩 달려있어 만에 하나 한쪽의 엔진이 꺼지게 될 경우 추력이 없어진 쪽으로 기체가 회전 하려는 경향이 강해지므로 S-3 바이킹은 이러한 상황에서도 안정적으로 날기 위해선 큰 수직꼬리 날개가 필수였으나 큰 수직꼬리날개는 항공모함의 천장이 낮은 갑판아래 격납고에 집어넣기에는 너무 높은 관계로 필요시 유압장치에 의해 옆으로 접히도록 설계되었다.
수직꼬리날개가 접힌 뒤에는 조종사가 러더페달을 차도 안전을 위해 러더는 움직이지 않는다.
주익은 항속성능, 저속 특성을 고려하여 큰 에스펙트 비를 가지고 후퇴각이 작게(25% 익현에서 15도) 설계되었으며 앞전과 뒷전 폭의 80%를 플랩설치 공간으로 할애하고 있다.
S-3B 바이킹은 일반 항공기와 달리 동체의 앞에서 뒤까지 길게 가로지르는 뼈대구조(용골)가 있는데 이는 '사출, 착함 충격에 대해 더 잘 버티게 하기 위한 설계'다.
복합재는 거의 쓰이지 않았으며 함재기 특성상 사출 및 착함시 기골에 걸리게 되는 응력에도 충분히 대응하기 위해 A-10 선더볼트 II와 같은 보다 튼튼한 모노코크 통금속 강골구조로 설계 제작되었다.
바이킹에는 조종사, Tactical Coordinator (TACCO), Co-Tactical Coordinator (COTAC), Sensor Operator (SENSO) 이렇게 4명의 승무원이 탑승할 수 있도록 앞뒤 좌우로 배치된 형태다.
일반적인 수송기처럼 보여서 비상탈출이 안 될 거라고 오해 받는 경우가 종종 있지만, 4자리 모두 비상탈출이 가능한 사출좌석이다. 아주 짧은 시간 동안 약간의 딜레이를 갖고 약간의 다른 각도로 사출되기 때문에 공중에서 사출된 승무원끼리 부딪히거나 할 염려는 없다.
조종실에는 조종사, 부조종사 겸 비 음향센서 오퍼레이터가 자리 잡고 그 뒤쪽에 TACCO(전술 운영 요원)와 SENSO(음향 센서 오퍼레이터)가 나란히 자리 잡고 있다. 캐빈의 뒤쪽은 전자장비실이며 그 아래의 앞쪽은 폭탄 창, 뒤쪽은 소노부이슈트가 설치되어 있다.
1981년 미해군은 S-3A의 WSIP(무장 시스템 개량계획) 개발을 록히드사에 발주하여 1호기 S-3B는 1984년 9월에 첫 비행한 후, 121대분의 개조 키트를 1994년까지 인도하였다.
Lockheed S-3 바이킹은 별명이 Hoover로 S-3B는 AGM-86 Harpoon 대함미사일을 운용할 수 있고 기체 후미에는 접이식 Magnetic Anomaly Detector (MAD) 프로브가 장착되어 있다.
처음 개발은 대잠전 (ASW), 그리고 이후 전자전및 Carrier On Board Delivery (COD)용으로도 활용되며 항모용 공중급유임무로도 활용했다.
S-3 바이킹의 엔진은 2기의 General Electric TF34-GE-400 터보팬엔진(추력 4,200 kg) 2기를 장착하여 이륙중량은 23톤으로 F/A-18 과 비슷하다.
중형여객기 및 A-10기와 동일 엔진을 사용함으로써 군수 공급적인 면에서 조달에 큰 어려움이 없다.
S-3B 전투임무시 항속거리는 3,700km이고 한 시간에 800km를 이동할 수 있으며. 특히 폭풍우가 몰아치는 날씨에도 비행할 수 있으며 후미에서 바람이 불어도 이륙할 수 있는 유일한 함재기로써 착륙속도는 185 km/h로 아주 느린데 A-6 Intruder는 204 km/h, F-14 Tomcat의 248 km/h와 비교된다.
장비로는 고성능 음향 정보처리 시스템 UYS-1 프로튜스, 역합성개구형 레이다 APS-137을 채택하여 P-3C에 버금가는 성능을 갖추고 있으며 ESM, ECM 장비도 개량되었고, AGM-84 하푼 미사일 운용 능력을 추가하였다.
미해군 항모 탑재기의 다용도화에 따라 S-3B 바이킹도 하푼 이외에 SLAM 및 MK 82 범용 폭탄을 탑재하고 대지상 공격 임무에도 사용되며, 특히 공중급유(버디방식) 임무도 담당한다.
사실 최초 목적은 대잠초계기로 탄생했지만 전자전 및 인원 수송, 공중 급유까지 S-3는 미 해군에 의해 스위스 만능 주머니 칼(Swiss Army Knife)이란 별명이 붙여질 정도로 다양한 임무를 성공적으로 완수했다.

### 그외공중급유방식
버디포드 방식의 공중급유기능도 일부 S-3 바이킹중 KS-3A(공중 급유기형) 기체가 갖고 있다. 이 방식에서는, 급유기가 휘어지는 호스를 날개 끝에서 풀면, 급유기 옆에서 같이 비행하는 비행기가 그 비행기 날개 끝에 있는 특별한 잠금 장치로 이 호스를 잡도록 되어있다. 호스를 잡아서 연결이 이루어지면, 급유가 이루어진다. 이 방식은 같은 기종간의 공중급유시 보다 효율적으로 운용할 수 있다. 별도의 공중급유기를 확보할 필요 없어 동종의 편제로도 운용이 가능하여 효율과 경제성이 높다.

## 대잠 체계
S-3의 핵심인 대잠체계는 다음과 같다.
- AN/APS-137 - 반합성 개구 레이다(ISAR: Inverse Synthetic Aperture Radar) 광역수색과 움직이는 타켓(잠수함이나 해상함) 판별 (S-3B에 장착) , 초창기 한국의 P-3C에 장착된 레이다와 동일하다.
- R-89 - 3배율짜리 (FLIR) 광학camera가 대참초계기의 눈이다.
- AN/ASQ-81 (MAD:Magnetic anomaly detector)자기탐지기 시스템을 꼬리에 장착
- AN/ASN-92 관성항법 시스템, 도플러식 레이다와 통신시스템을 갖는 네비게이션시스템 장착 & 전술항공항법 시스템(TACAN:Tactical Air Navigation)
- 60발짜리 소노부이를 장착하고 이와관련된 수신장치도 갖추고 있다.
- 내부에 소노부이 리시버/프로세서와 같은 음향 센서와 레이다, ESM, MAD, FLIR와 같은 비음향 센서가 정보를 처리할 수 있는 유니 백사제 AYK-10GPDC(범용 디지털 컴퓨터)와 연결되어 있다.
- AN/APS-116 해상수색 레이다(최대수색거리278km)
- OR-89 FLIR 카메라(3배zoom)
- AN/ARS-2 음탐부표(sonobuoy) 수신기
- 대잠 데이터 처리/통제 및 시현 시스템

- 다용도 디지털 컴퓨터
- 음향데이터 처리기
- 음탐부표(sonobuoy) 수신기
- 지령신호 발생기 & 아날로그 테입(analog tape) 기록 장치.
- 비음향 탐측 장치

- AN/APS-116 고해상 레이다
- OR-89/AA FLIR
- AN/ASQ-81 자기 이상 탐측장비 & 교정장비
- ALR-47 피동전자대항 수신기 & instantaneous frequency 측량 장치.
- AYS-1 음향신호 처리기 구성

- AN/OL-320/AYS 데이터 처리 기억 모듈 채택, AN/OL-320/AYS는 IBM社의 AN/UYS-1와 일체화되어있음.
- AYK-10A 대기(大氣) 데이터 컴퓨터 채택, AYK-10A는 하푼 대함유도탄 및 기타 통제 시스템과 서로 연결되어 있음.
- AN/ARP-78 음탐부표 수신기 시스템 장착
- AN/AQH-7 아날로그 테입(analog tape) 기록장치
- AN/ARS-2 음탐부표(sonobuoy) 기준 시스템
- AN/APS-137 역합성 개구 레이다(ISAR:Inverse Synthetic Aperture Radar)
- AN/ALE-39 채프/플레어 발사장치.

## 무장
- 최대무장장착량: 2220 kg
- 무장장착대: 내부4개, 외부2개.
- 장착가능 무장 종류 및 수량

- Mk82 폭탄10발
- Mk83 폭탄2발.
- Mk84 폭탄2발.
- CBU-100 클러스터 폭탄6발.
- Mk50 어뢰2발.
- Mk46 어뢰4발.
- 기뢰 혹은 폭뢰6발.
- B57 핵폭탄2발.
- AGM-65E/F 메버릭 유도탄2발.
- AGM-84D 하푼 대함유도탄2발
- AGM-84H/K SLAM-ER 유도탄1발

## 비행제어 시스템
기본적으로 모든 주 조종면은 유압으로 작동한다. 롤(Roll) 제어를 위해서는 날개 위/아래를 가로지르는 긴 스포일러를 좌우 비대칭으로 사용. 피치(Pitch)제어는 수평꼬리날개를 사용하나 초음속 전투기가 아닌 관계로 승강타와 수평안정판이 분리되어있으며, 수평꼬리날개 뒤쪽 일부만 움직이는 구조다. 방향타는 일반 항공기들과 마찬가지로 수직꼬리날개 일부 영역에만 설치되어 있다.
다만 트림조작을 위해 수평꼬리날개 전체가 일정범위 내에서 각도가 변하는 형태이며, 이 외에도 승강타와 방향타에 트림(trim)제어용 탭(tab)이 따로 또 달려 있다.
이·착함 시 사용하는 플랩은 날개 후방에 상당부분의 공간을 차지하며, 틈새가 있는 파울러 형태의 플랩이다. 후방플랩이 다 펼쳐지면 날개 앞전 플랩도 작동한다.
- 주요 항법장비

- ASW-92(V) 관성항법기
- AN/APN-200 도플러 대지(對地)속도 시스템(Doppler ground speed system)
- AYN-5 공중 속도/고도 계산장비
- ASN-107 자세 비행방향 기준 시스템
- ARS-2 음탐부표 기준 시스템
- APN-201 레이다 고도계 & 고도 경보 시스템
- ARN-83 저주파(LF) 무선 나침반(컴퍼스) & ARA-50 UHF 무선 나침반(컴퍼스) 항법장비
- ARN-84 TACAN(Tactical Air Navigation) & 교란장치.
- 통신장비

- ARC-153 고주파(HF) 송/수신기
- AN/ARC-63 수신/암호해독 장치, 데이터 단말 장비.
- OK-173 종합 기내 통화장치
- APX-72 적아식별 장치
- AN/ASW-25B 자동착함 시스템 통신장치

## 파생형
파생형으로는 KS-3A(공중 급유기형), US-3A(COD 수송형, 6대 개조) EA-3B를 대체하는 함상 SIGINT기인 ES-3A(16대 개조)가 있으며 그밖에 특수 임무기인 아웃트로 바이킹(장거리 함선 탐지기), 올카 S-3B(기뢰원 탐지기)가 소수 존재한다.

## 퇴역 및 보관
S-3 바이킹은 2009년 함대 임무를 완수하고 대부분 퇴역했으며, 이에 따라 S-3 바이킹을 운용했던 기존 비행대대들 역시 2004년 4월부터 순차적으로 해체됐다.
기존 S-3 바이킹이 수행하던 임무는 2개의 F/A-18E/F 슈퍼호넷 비행대대에 의해 일부 대체됐으며, 주야간 감시 및 전자전, 지휘·통제·통신 임무 등은 향후 F-35C 라이트닝 II에 의해 수행될 예정이다.
아래는 2013년 미 남서부 애리조나주 데이비스몬선 공군기지(Davis-Monthan AFB)의 보관창고와 애리조나 투손에 위치한 아막(AMARC - 309th Aerospace Maintenance & Regeneration Center)에 보관중인 미 해군 퇴역 바이킹 항공기 현황이다.
| 항공기 명칭                   | 현재 대수 |
| ----------------------------- | --------- |
| 록히드 S-3A 바이킹            | 29대      |
| 록히드 S-3B 바이킹            | 82대      |
| 록히드 ES-3A(전자전기) 바이킹 | 15대      |
| 록히드 US-3A(수송기형) 바이킹 | 4대       |

## 대한민국 오버홀 재운용 검토
- 재운용시 비행 가능시간: 사막에 보관중인 S-3는 대략 1만에서 1만2000시간을 더 비행할 수 있을 것이라고 군사 전문가들이 얘기하고있다.
- 미 해군은 FRCSE(Fleet Readiness Center Southeast) 정비센터에서 S-3B 바이킹 퇴역기중 3대를 수명연장을 위한 오버홀을 완료후 2010년 미 해군 30 시험평가비행대대(VX-30)에서 3기 모두 인수하여 재운용중이다. S-3B 바이킹의 긴 항속력과 레이다, 랜턴포드를 이용하여, 재탄생한 VX-30은 미사일 실험 등을 수행하는 캘리포니아 포인트 무구 해군 항공전 센터 해역감시 용도로 활용하고 있다.

- <3>: 미 해군에서 현역으로 활동 중인 VX-30 소속 S-3B 바이킹, 《유용원의 군사세계》 2013-05-29
- 오하이오주 클리블랜드의 홉킨스 국제공항에 위치한 NASA 글렌 연구센터에서도 폭풍우가 몰아치는 날씨에도 비행할 수 있는 S-3B 바이킹의 전천 후 비행성능을 이용한 항공기상 및 악천후 비행에 대한 연구기체로, 퇴역한 S-3B 바이킹 3기를 오버홀하여 재 운용 중이다.

- 2014년 4월 9일 미 워싱턴DC 외곽에서 미 해군협회 (Navy League)가 주최한 해상항공우주박람회 (Sea-Air-Space Exposition)에서 록히드 마틴은 퇴역한 S-3 바이킹을 재생해서, 미국 해군의 함상 수송기 (COD: Carrier Onboard Delivery) / 공중 급유기로 사용하는 계획을 제안하였다. 록히드 마틴사가 제안한 퇴역한 S-3 바이킹을 재사용하여 미국 해군의 함상 수송기 / 공중 급유기로 사용하는 계획을 발표하여 검토되었으나,[1] 2015년 1월 미 해군은 심각한 노후화로 인해 대체기가 절실히 요구되는 C-2 Greyhound 함상용 수송기의 후계기로 V-22 Osprey 틸트로터기를 수송 및 탐색구조 다목적용으로 개수한 HV-22로 48기를 도입하기로 결정함으로써 S-3B의 오버홀 계획은 백지화되었다.[2]

- 대한민국 S-3B 도입 오버홀 : S-2 트래커 일명 '바다의 추적자' 총 31대를 1970년도부터 1981년도까지 도입하여 2001. 3.31까지 해상초계 및 대 잠수함 공격용으로 운용한 바 있으나, 태 부족한 해상조계의 강화를 위하여 2013년 대한민국 해군에서 대잠초계기로 S-2 트래커의 후속기종인 S-3B 퇴역기 30여대(예비 부품용 활용 10여대 포함)를 오버홀 전력화하는 방향으로 소요 결정하였으며, 당시 S-3 도입 오버홀 예상 비용 및 댓수는 기체 1기당 가격 100억원과 기골보강을 포함한 국산전자기기 오버홀비용 200억원등 대당 총 300억원으로 예비 부품용기체까지 포함하더라도 총 1조원 이내로 30~40여대가 목표였다. 그러나 한국의 도입결정 추진이 신속하게 이루어지지 않고 지연되면서 도입결정이 이루어진 2015년 8월말에는 대당 2배인 S-3B 기체가격 300억원에 개량비용 300억원인 도합 600억원으로 상승하였고, 예산규모도 축소된 약 7천200억원 정도로, 도입댓수도 당초 소요제기 댓수의 절반에도 미치지 못하는 12대로 대폭 축소결정하여 2018년도에 도입 오버홀을 추진하게 되었다. <1>: 한국軍, 美 해상초계기 '바이킹' 12대 도입 추진키로, 《연합뉴스》, 2015-09-06 . <2>: 한국 軍, 퇴역 기체 ‘S-3 바이킹’ 구입하는 이유? 《채널A》, 2015-09-07
- 2015년 9월 6일자 연합뉴스 보도에 따르면 바이킹 도입이 국방부 전력소요검증위원회를 통과하였으나 기존의 20대에서 12대 도입으로 축소되었다.
- 2016년 6월 7일 국방부에서 대잠초계기 사업은 사업추진전략 검토 단계로 업체나 기종 선정은 아직 안 하였다고 발표하였고 록마 관계자 역시 단순한 희망사항일뿐이라고 밝힘으로서 S-3 이외에 P-8이나 중고 P-3나 Bombardier의 MSA 등 다른 기종이 선정될 가능성도 있어보인다.
- 2016년 12월 20일 국방부에서  P-8가격이 도입국 증가로 1,500억 원 정도로 떨어짐에 따라 P-8 총 8대를 도입하기로 결정함에 따라 S-3 중고 바이킹도입은 이후 사업이 연기되다가 2018년 6월 25일 공개경쟁입찰대신 수의계약으로 P-8 도입 결정에 따라 자연스럽게 그 가능성이 없게 되었다.

## 주요 정보
- 길이: 16.26 m
- 높이: 6.93 m
- 폭 : 주날개를 펼쳤을 때: 20.93 m, 주날개를 접었을 때: 9 m
- 익면적: 55.56m²
- 자체중량: 12,090 kg
- 적재중량: 17,324 kg
- 최대이륙중량: 23,831 kg
- 최대착륙중량: 20,826 kg
- 최대착함중량: 17,098 kg
- 무장장착(내부 + 외부 2개 하드 포인트): 최대 2,220 kg (4,900 파운드)
- 최대속도: 795 km/h(海面), 828 km/h(고도6,100 m)
- 익면하중: 334 kg/m²
- 순항속도: 680 km/h
- 초계속도: 296 km/h
- 착륙속도: 185 km/h
- 상승속도: 26.0 m/s (5,120 피트 / 분)
- 작전반경(항속거리): 5,121 km
- 승조원: 4명(조종사, 항법사2명, 탐측장치 조작병/TFO)
- 상승한도: 12,465 m (4,0900피트)
- 제작(개발)사: Lockheed Martin
- 엔진: General Electric TF34-GE-400 터보팬엔진 2발(단발추력: 4,200 kg A-10 선더볼트 II와 동일)
- 사용연료: JP-5
- 내부연료용량: 7,320 L (1,933 갤런)
- 외부연료용량: 외부탱크 2발 총1,136 L (330 갤런)

## 사용자
미국
- 미국 해군
- 미국 항공우주국

## 같이 보기
- 브레게 알리제

## 참고 문헌
- Winchester, Jim, ed. Military Aircraft of the Cold War (The Aviation Factfile). London: Grange Books plc, 2006. ISBN 1-84013-929-3.